# Cassida humeralis
Cassida humeralis is een keversoort uit de familie bladkevers (Chrysomelidae). De wetenschappelijke naam van de soort werd in 1874 gepubliceerd door Ernst Gustav Kraatz.